# Communications in Nonlinear Science and Numerical Simulation
Communications in Nonlinear Science and Numerical Simulation is een internationaal, aan collegiale toetsing onderworpen wetenschappelijk tijdschrift op het gebied van de toegepaste wiskunde en de numerieke natuurkunde.
De naam wordt in literatuurverwijzingen meestal afgekort tot Comm. Nonlinear Sci. Numer. Simulat.
Het wordt uitgegeven door het Center for Nonlinear Science van de Universiteit van Peking en verschijnt 8 keer per jaar.
Het eerste nummer verscheen in 1996.